# Kletva kralja Zvonimira (Thompson)
»Kletva kralja Zvonimira« singl je Marka Perkovića Thompsona objavljen 2006. godine. Predstavlja jednu od pjesama studijskog albuma  Bilo jednom u Hrvatskoj.
Nastala je kao glazbena interpretacija znamenite hrvatske srednjovjekovne legende o kletvi kralja Dmitra Zvonimira. Kroz stihove se provlače motivi izdaje, tuge za izgubljenom slobodom i čežnje za povratkom u „zlatno doba” hrvatske državnosti.
Autentična hrvatska srednjovjekovna legenda o kletvi kralja Zvonimira nastaje u krajevima pod dominacijom dinastičke obitelji Šubića Bribirskih kako bi se razvila ili proširila legenda o nasilnoj smrti kralja Zvonimira, čime se nastojao stvoriti kult kralja-sveca i stvoriti legitimitet suverene vlasti bribirskih knezova nad Hrvatskom.